# Hittin' the Trail for Hallelujah Land
Hittin' the Trail for Hallelujah Land è un cortometraggio d'animazione del 1931 diretto da Rudolf Ising della serie Merrie Melodies della Warner Bros. Fu l'ultimo corto nel quale apparvero i personaggi di Piggy e Fluffy.
A causa della diffusa presenza di stereotipi razziali nei confronti della popolazione di colore per tutta la durata del corto, nel 1968 la United Artists decise di non permetterne più la trasmissione televisiva insieme a quella di altri dieci cortometraggi con criticità simili che divennero poi noti come Censored Eleven (gli "undici censurati").

## Trama
Hittin' the Trail for Hallelujah Land presenta una trama rudimentale, al contrario della maggior parte delle Merrie Melodies di allora, che avevano appena un accenno di trama. Il cartone inizia con l'inquadratura di un battello a vapore, dove tre caricature in blackface stanno cantando e suonando la canzone dalla quale il corto prende il nome con l'armonica, il bangio e delle ossa. Nel frattempo, lo zio Tom sta trasportando Fluffy verso la barca su un carro trainato da un asino. Piggy è il capitano dell'imbarcazione e viene raffigurato al timone, in una sequenza che ricorda il corto Steamboat Willie di Walt Disney, del 1928.

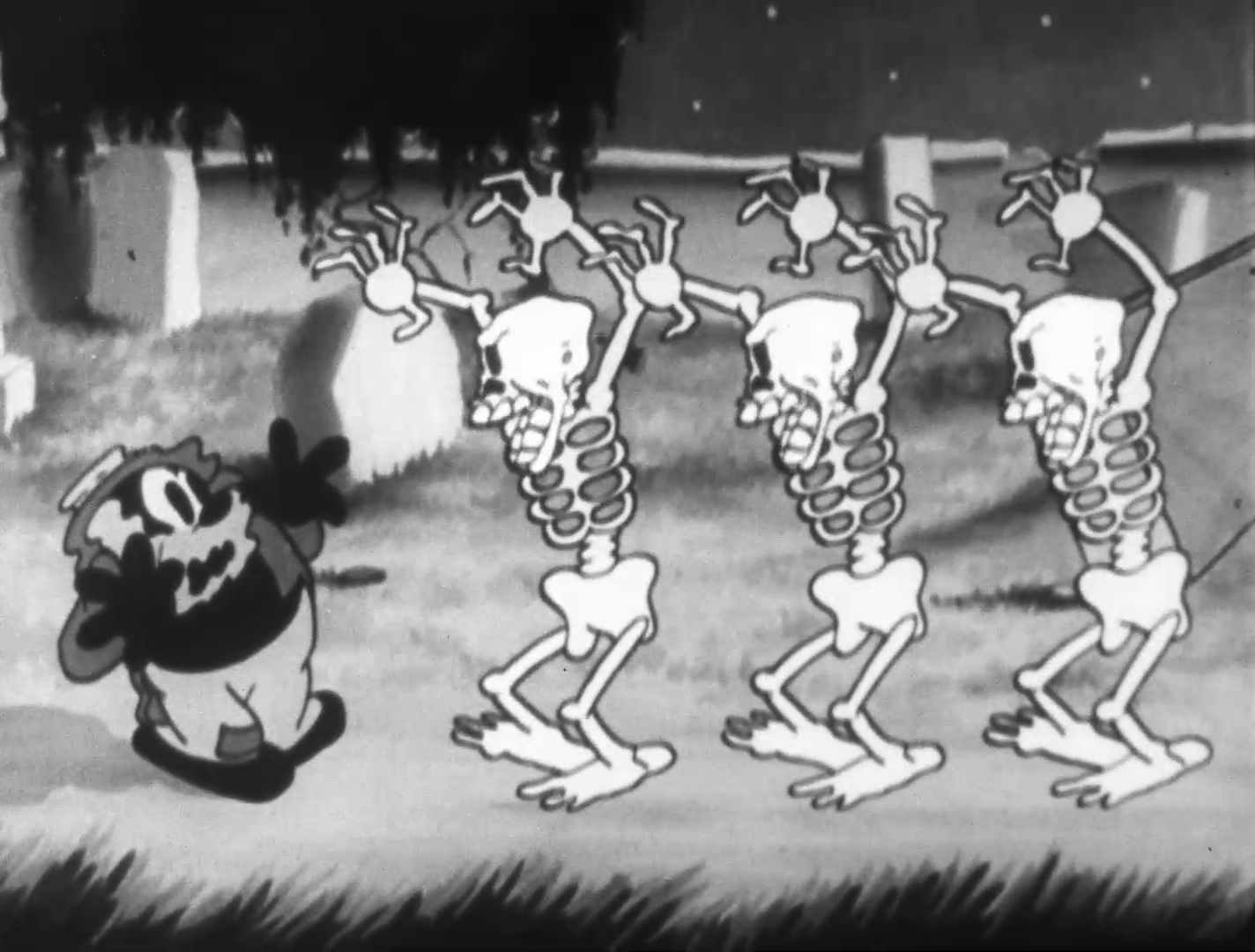
Lo zio Tom con i tre scheletri.

Fluffy riesce a raggiungere il battello e si ricongiunge con il suo fidanzato, ma a un certo punto Piggy cade in acqua e viene inseguito da un alligatore, riuscendo poi a tornare sull'imbarcazione sano e salvo. Nel mentre, lo zio Tom finisce per ritrovarsi in un cimitero, dove viene spaventato dai pipistrelli e da tre scheletri danzanti, che richiamano quelli comparsi nel corto disneiano La danza degli scheletri. La scena riprende inoltre lo stereotipo del "nero superstizioso". Tom scappa nel fiume, ma rischia di annegare, perciò viene tratto in salvo da Piggy. Fluffy, però, viene rapita da un cattivo da vaudeville, perciò Piggy raggiunge un uncino per la posta, acciuffa il maramaldo e lo fa scendere su una sega circolare, facendolo urlare di dolore.

## Distribuzione
Hittin' the Trail for Hallelujah Land uscì nelle sale il 14 novembre del 1931. Il cartone è di dominio pubblico dal 1959 in quanto i suoi diritti non vennero rinnovati in tempo. Tuttavia, il cartone è stato ritirato dalla distribuzione dal 1968. Allora, la United Artists possedeva i diritti di alcuni cartoni delle serie Looney Tunes e Merrie Melodies. Hittin' the Trail for Hallelujah Land e altri dieci cartoni presentavano delle raffigurazioni razziste degli afroamericani che non potevano essere rimosse con dei tagli per rendere i corti più appetibili per il pubblico moderno, in quanto troppo radicate nei corti. Il cartone non venne mai distribuito in laserdisc, per la visione domestica o in DVD, tralasciando le distribuzioni domestiche di dominio pubblico.

## Accoglienza
Il 19 dicembre del 1931, il Motion Picture Herald affermò: "Sembrava che al pubblico nuovaiorchese allo Strand piacesse questo episodio della serie Merrie Melodies nel quale dei brani musicali popolari accompagnano i personaggi dei cartoni animati".